# Rochelle Park
Rochelle Park est un township situé dans le comté de Bergen dans l'État du New Jersey. En 2020, sa population est de 5 814 habitants.

## Toponymie
Le township doit son nom à la ville portuaire de La Rochelle, en France.

## Histoire
L'actuelle municipalité de Rochelle Park fut initialement constituée en canton de Midland le 7 mars 1871, à partir de portions du canton de New Barbadoes. Rochelle Park fut érigé en canton par une loi de l'Assemblée législative du New Jersey du 5 novembre 1929, remplaçant le canton de Midland.

## Démographie
Selon le recensement de 2020, la population du township de Rochelle Park est de 5 814 habitants.

## Source de la traduction
- (en) Cet article est partiellement ou en totalité issu de l’article de Wikipédia en anglais intitulé « Rochelle Park, New Jersey » (voir la liste des auteurs).